# Carlos Šakal
Ilich Ramírez Sánchez, bolj znan kot Carlos Šakal (Carlos Jackal), venezuelski terorist, * 12. oktober 1949, Michelena, Táchira, Venezuela.
Ilich Ramírez Sánchez, bolj znan kot Carlos Šakal velja za simbol terorizma v obdobju hladne vojne. Ilich Ramírez Sánchez se je leta 1970 včlanil v PFLP, kjer so mu zaradi njegovega venezuelskega rodu nadeli skrivno ime Carlos. Dodatek Šakal pa je prvi uporabil britanski časnik The Guardian leta 1975, potem ko je njegov novinar poročal, da so med Carlosovimi stvarmi v enem izmed njegovih londonskih skrivališč našli tudi roman Fredericka Forsytha Operacija Šakal. Kasneje se je izkazalo, da je knjiga pripadala njegovemu sostanovalcu.  Slavo si je pridobil z napadom na sedež OPEC-a leta 1975. Dolga leta je bil najbolj iskan človek na svetu. Leta 1994 je bil prijet v Sudanu in izročen Franciji, kjer je bil obsojen na dosmrtno ječo. Kazen prestaja v strogo varovanem zaporu Clairvaux. Poleg svojih teroristničnih aktivnostih je bil znan tudi po svoji ljubezni do razuzdanega življenja, polnega žensk in alkohola. Njegov biograf John Follain je o njem dejal »Carlos Šakal je bil Osama bin Laden svojih dni«.

## Življenje

### Zgodnje življenje
Ilich Ramírez Sánchez se je rodil v Micheleni v Venezueli. Njegov oče je bil premožen odvetnik z izrazitim marksističnim in komunističnim svetovnim nazorom.  Tako je  svojega sina poimenoval Ilich po svojem vzorniku Vladimirju Iljíču Leninu, kljub prošnjam matere, da bi dobil krščansko ime. Njegovima mlajšima bratoma je ime Lenin in Vladimir.
Obiskoval je šolo v Caracasu in se pri desetih letih pridružil podmladku venezuelske komunistične partije. Januarja 1966 naj bi se z očetom udeležil predavanj in treningov gverilskega vojskovanja, ki jih je organizirala kubanska obveščevalna služba. 
Naslednje leto sta se starša ločila in Ilich se je z mamo preselil v London. Tam je nadaljeval šolanje na Stafford House Tutorial Collegeu v Kensingtonu in London School of Economics. To mu je precej pomagalo pri njegovih jezikovnih sposobnostih. Tako naj bi poleg španščine govoril tudi rusko in arabsko ter angleško in francosko.
Leta 1968 je oče poskušal njega in brata vpisati na pariško Sorbono, a je na koncu izbral moskovsko univerzo Patrice Lumumba. V času študija v Moskvi naj bi ga za sodelovanje pridobil KGB. Leta 1970 je bil izključen iz univerze, ker je sodeloval na uličnih demonstracijah arabskih študentov, kar je veljalo za protisovjetsko.

### Ljudska fronta za osvoboditev Palestine
Iz Moskve je odpotoval v Bejrut, kjer se je julija 1970 pridružil Ljudski fronti za osvoboditev Palestine (PFLP).  Poslan je bil na šolanje v kamp za urjenje gverilcev, ki je ležal na obrobja Amana v Jordaniji. 
Tam je tudi dobil svoj vzdevek Carlos. Po koncu urjenja je aktivno sodeloval v PFLP in se bojeval proti jordanski vojski med črnim septembrom v Jordaniji. Po izgonu palestinskih organizacij iz Jordanije se je vrnil v Bejrut. Poslan je na trening pod vodstvom Vadija Hadada, ki je bil vodja PFLP-ja. 
Toda Carlos je kmalu zapustil Libanon in se vrnil v London, kjer je študiral na šoli Polytechnic of Central London in še naprej delal za PFLP.
Leta 1973 je izvedel svojo prvo nalogo za PFLP, ko je poskušal umoriti judovskega poslovneža in podpredsednika Britanske sionistične federacije Josepha Sieffa kot maščevanje za umor gledališkega upravnika Mohameda Boudio in vodjo evropskih operacij PFLP-ja, ki ga je ubil izraelski Mosad.
Carlos je priznal odgovornost  tudi za spodletel bombni napad na v londonsko banko Hapoalim in podstavitve bomb pod avtomobile treh francoskih novinarjev, ki so jih obtožili proizraelskih teženj.Prav tako trdi, da je kriv tudi za bombni napad restavracije v Parizu, kjer sta v napadu umrla dva človeka, 30 ljudi pa je bilo ranjenih. Kasneje je sodeloval pri dveh neuspešnih raketnih napadih na letali izraelskega prevoznika El Al na letališču Orly pri Parizu. Napada sta se zgodila 13. in 15. januarja 1975.
27. junija 1975 so francoski agenti ujeli in uspešno zaslišali Michela Muharbala, Carlosovo kontaktno osebo s PFLP-jem. Ko so trije neoboroženi francoski agenti skušali Carlosa prijeti med zabavo v Parizu, je ta na njih streljal in 2 agenta ubil. Ustrelil in ubil je tudi Muharbala. Iz Francije je nato preko Bruslja pobegnil v Bejrut.

### Napad na OPEC
V  Bejrutu je sodeloval pri načrtovanju napada na sedež OPEC-a na Dunaju. Tako je 21. decembra 1975 vodil šestčlansko skupino, ki je med srečanjem ministrov za nafto držav ministrov za nafto držav OPEC-a, zajela  več 60 talcev, med njimi 11 ministrov. Pri tem so bili med vsesplošnim streljanjem ubiti 3 ljudje; avstrijski policist, član libijske delegacije in na OPEC-u zaposleni Iračan. 
Carlos je zahteval, da avstrijske oblasti objavijo sporočilo o palestinski stvari po radiu in televiziji vsaki dve uri. Da bi izognili  zagroženi usmrtitvi enega talca vsakih 15 minut, je avstrijska vlada privolila v zahtevo in sporočilo je bilo predvajano. 22. decembra so teroristi dobili letalo, s katerim so skupaj z 42 talci odleteli v Alžir. Tam je bilo 30 talcev izpuščenih. Drugi pa so skupaj s teroristi poleteli v Libijo, kjer bil del talcev izpuščen. Letalo se je nato s preostankom talcev vrnilo v Alžir, kjer so bili dokončno izpuščeni vsi talci. Teroristi pa so v Alžiriji dobili politični azil.
Carlos je kmalu odšel iz Alžira preko Libije v Aden, kjer se je srečal z nadrejenimi iz PFLP-ja. Na sestanku jim je moral pojasnjevati, zakaj ni ubil iranskega in savdijskega ministra za nafto, ki sta bila med talci. Vodja PFLP-ja Vadi Hadad  ga je zaradi  tega in kršitve dogovora, da se morajo talci streljati, ko zahteve niso izpolnjene, izgnal iz organizacije. 
V letih, ki so sledila napadu na OPEC, sta Hans-Joachim Klein in Basam Abu Šarif trdila, da je Carlos za varno izpustitev talcev prejel ogromno količino denarja, ki pa ga je zadržal zase. Šlo naj bi za od 20 do 50 milijonov ameriških dolarjev. Po Kleinu naj bi denar izplačal neki arabski predsednik. Kasneje je Carlos svojim odvetnikom povedal, da so denar nakazali Savdijci  v imenu Irancev, ter da je bil porabljen za revolucijo.

### Po letu 1975
Septembra 1976 je bil aretiran v beograjskem hotelu Metropol na podlagi tiralice, ki jo je izdala Nemčija zaradi suma, da prav on stoji za umorom izraelskih športnikov na olimpijskih igrah leta 1972 v Münchnu. Toda do izročitve Nemčiji ni prišlo, saj je Carlos že po 4 dneh zapustil Jugoslavijo in odšel v Bagdad. To mu je omogočila jugoslovanska Služba državne varnosti, ki mu je priskrbela lažno identiteto in dokumente jugoslovanskega gradbenega delavca, napotenega na delo v Irak. Takratna Jugoslavija je namreč bila naklonjena Šakalu zaradi podpore bližnjevzhodnih in afriških osvobodilnih gibanj kljub temu, da so ga zaradi terorističnih dejanj iskala pravosodja številnih evropskih držav.
Kmalu se je naselil v Adnu, kjer je ustanovil svojo skupino, ki so jo sestavljali Libanonci, Sirci in Nemci. Skupina se je kmalu povezala s Stasijem, tajno službo Vzhodne Nemčije.
Ta mu je zagotovila več varnih lokacij v vzhodnem Berlinu, osebje,  dovoljenje za nošenje orožja v javnosti.
Iz Berlina je načrtoval številne teroristične napade, med drugim tudi na poslopje radia Svobodna Evropa v Münchnu, ki se je zgodil 21. februarja. V napadu so bili tri ljudje ranjeni. Napad je verjetno naročila romunska tajna služba Securitate. Ta naj bi Carlosa tudi najela za likvidacije romunskih disidentov v Franciji. S podporo iraškega režima je po Hadadovi smrti svoje usluge spet ponudil PFPL-ju in drugim skupinam.
Eden izmed prvih napadov njegove skupine se je zgodil 18. januarja 1982, ko se ji je ponesrečil napad na francosko jedrsko elektrarno v Superphénixu. Februarja 1982 so v Parizu aretirali njegovo dekle in kasnejšo ženo Magdaleno Kopp, ter švicarskega sodelavca Bruna Bregueta. Temu je sledila serija bombnih napadov po vsej Franciji. Glavni pobudnik napadov naj bi bil Carlos Šakal, ki je hotel izsiliti izpustitev svojih dveh sodelavcev. Izpuščena sta bila leta 1985.
Prva bomba je eksplodirala 29. marca 1982 na ekspresnem vlaku Le Capitole, ki vozi iz Pariza v Toulouse. V napadu je umrlo 5 ljudi, 28 pa je bilo ranjenih. Odgovornost za napad je prevzela skupina »Carlosovi mednarodni teroristični prijatelji«. 22. aprila je v Parizu pred poslopjem protisirijsko nastrojenega časnika Al Watan al eksplodiral avtomobil bomba. V eksploziji je bilo 60 ljudi poškodovanih, umrl pa en človek.
Avgusta je eksplodiralo na francoskem kulturnem centru v Zahodnem Berlinu, pri čemer je bil ubit en človek, 21 pa je bilo ranjenih.
Sledila sta še dva bombna napada, ki sta se zgodila 31. decembra 1983. Naprej je eksplodiralo na hitrem vlaku med Marseillem in Parizom, pri čemer so umrli trije ljudje, 13 je bilo ranjenih. Nato pa še na železniški postaji v Marseillu, kjer sta umrla dva človeka.
Ti napadi so pripeljale do mednarodnega pritiska na vzhodnoevropske države, ki so tolerirale Carlosove dejavnosti. Carlos se je kmalu preselil v Budimpešto, kjer živel malo več kot dve leti. Leta 1984 naj bi ga jugoslovanske oblasti najele za varovanje zimskih olimpijskih iger v Sarajevu. Njegova naloga je bila varovati igre pred teroristi. Nekdanji sodelavci SDB pravijo, da je svoje naloge opravil z odliko. Kasneje v devetdesetih pa naj bi preprečil atentat na srbskega voditelja Slobodana Miloševića, ki so ga nanj pripravljali Albanci.
Proti koncu leta 1985 je bil izgnan iz Madžarske. Irak, Libija in Kuba pa so mu zavrnile pomoč, nato je našel podporo v Siriji, ter se skupaj z ženo in hčerko preselil v Damask. Sirijska vlada je Carlosa prisilila, da je prenehal s terorističnimi akcijami, kot tak pa ni več veljal za grožnjo. Kljub temu se je na Carlosa obrnila iraška vlada, zaradi tega je bil septembra 1991 izgnan iz Sirije. Za kratek čas je ostal v Jordaniji, nato pa mu je bila ponujena boljša zaščita v Sudanu, zato se je preselil v Kartum.

### Prijetje in sojenje
Francoske in ameriške tajne službe so  v naslednjih letih sudanskim oblastem ponudile številne sporazume, da bi jim te izročile Carlosa Šakala. Eno od takih ponudb so sudanske islamske oblasti sprejele, ker so bile zgrožene nad Carlosom, ki je živel kot plejboj.
Leta 1994 je bil Carlos na manjši operaciji testisov.  Dva dni po operaciji so mu sudanski uradniki  povedali, da ga treba zaradi zaščite pred atentatom preseliti v vilo, ki jo bodo varovali osebni varnostniki. Noč pozneje pa so ga ti varnostniki zajeli med spanjem, ga uspavali in zvezali.  14. avgusta 1994 je Sudan Carlosa predal francoskim agentom, ki so ga z zasebnim letalom prepeljali v Pariz. Obtožili so ga za umor dveh francoskih agentov in Michela Muharbala leta 1975. Naslednja 3 leta je preživel v samici v pariškem zaporu La Santé. Sojenje se je začelo 12. decembra 1997, končalo pa 23. decembra. Obsojen je bil na dosmrtno ječo.
Leta 2001 se je spreobrnil v islam. Po islamskih običajih se je poročil s svojo tretjo ženo Isabello Coutant-Peyre, ki je tudi njegova odvetnica. Od prejšnje žene se ni ločil, zato francoske oblasti te poroke ne priznavajo. 
Leta 2003 je izdal svojo knjigo z naslovom Revolucionarni islam. V knjigi orisal svoje zveze z levičarskimi sekularnimi skupinami, katerih vizijo konflikta oblikujejo razredne razlike in ki islam opisujejo kot edino transnacionalno silo sposobno, da se upre 'zasužnjenju narodov.  V knjigi je tudi podprl Osamo bin Ladna in njegove napade na Združene države Amerike.
Leta 2009 ga je venezuelski predsednik Hugo Chavez v govoru označil za po krivem zaprtega, ter da ni terorist tem več revolucionarni borec. 

### Novo sojenje
Novembra 2011 so mu spet sodili zaradi bombnih napadov v Franciji 80. letih. Sojenje se začelo 7. novembra, poleg Carlosa so bili obtoženi še trije njegovi sodelavci: Nemca Johannes Weinrich in Christa Frolich ter Palestinec Ali Kamal al Isavi, ki so jim sodili v odsotnosti.
Carlos Šakal je obtožbe zanikal in v odgovoru na obtožbe dejal: Jaz sem poklicni revolucionar. Sojenje se je končalo 15. decembra. Sodišče je Carlosa znova obsodilo na dosmrtno ječo. Pred izrekom sodbe je imel Carlos  5 ur dolg nagovor sodišča, ki ga je zaključil z besedami Naj živi revolucija in Alah akbar!.
Kljub zanikanju krivde pred sodiščem pa je v intervjuju, ki ga je dal za venezuelski časnik El Nacional pred začetkom sojenja, priznal, da je odgovoren za vrsto napadov po vsem svetu, v katerih je bilo ubitih med 1500 in 2000 ljudi. Po njegovih besedah naj bilo med njimi okoli deset odstotkov civilistov.